# Велики Хорасан
Велики Хорасан је модерни израз за источне територије античке Персије. Хорасан је пахлавијска реч, која значи „земља изласка сунца“. Велики Хорасан је укључивао територије, које су данас делови Ирана, Авганистана, Таџикистана, Туркменистана и Узбекистана.
Велики Хорасан се састојао од Херата, Балха, Кабула, Газнија, Нишапура, Туса, Машада, Мерва, Санџана, Самарканда, Бухаре и подручја Бактрије.
Придев велики је деломично служио да се разликује од провинције Хорасан у данашњем Ирану, који чини западне делове тих територија. Велики Хорасан се користи и да се нагласи да су многе те територије имале и другачија имена. то су нпр. Трансоксијана (покрива Узбекистан и Таџикистан), Бактрија, Кабулистан, Хорезм (са Самаркандом и Бухаром). До монголске инвазије на Персију у 13. веку Хорасан је сматран културном престоницом Персије.

## Географска дистрибуција
Према авганистанским изворима данашња територија Авганистана чини велики део Хорасана. Други извори кажу другачије. Према каснијим изворима провинција Хорасан у Ирану чини половину Великог Хорасана. Границе Хорасана су се мењале кроз векове. Израз је означавоа територије Персије, које су лежале источно и североисточно од Даште Кевира. У средњем веку Персијски Ирак и Велики Хорасан су били најзначајнији делови великог Ирана. Газнавиди, Селџуци и Тимуриди су делили царство на ирачке и хорасамске регионе.

## Историјски преглед
Велики Хорасам је један од региона великог Ирана. Пре освајања Александра Македонског био је део Ахемединског персијског царства. У првом веку источни делови Великог Хорасана пали су у руке Кушанског царства. Кушани су увели будизам у то подручје, а бројни кушански храмови и градови су нађени у Авганистану. Западни делеви великог Хорасана су били доминантно зороастријски. За време Кушана граница будизма и зороастрејства је помакнута на запад. Граница се мењала све до пада Кушанског царства, када су Сасаниди преузели контролу. Сасанидско царство је било подељено на четири дела. Хорасан је значио исток. У источним подручјима било је сукоба са Хефталитима, тј. Белим Хунима. Међутим границе су остале стабилне након муслиманске инвазије. 
Пошто је Хорасам био источни део Сасанидског царства и мало даље од Арабије, касније је био освојен у муслиманским инвазијама. Последњи сасанидски краљ Издигерд III након арапске инвазије помакао је престоницу у западне делове царства. Након убиства краља арапска војска је освојила Хорасан 647. Као и остале провинције Персије Хорасан је постао провинција династије Омејада (Умајада).
Први покрет против арапске инвазије предводио је Абу Муслим Хорасани између 747. и 750. Помогао је Абасидима да дођу на власт, али убио га је абасидски халиф Ел Мансур. Тахир ибн Хусеин је 821. успоставио први султанат у Хорасану независтан од арапске власти. Основао је династију Тахирида.
Прва династија са иранским владарима у Хорасану након увођења ислама били су:
- Сафариди (861—1003).

Друге велике династије биле су:
- Саманиди (875—999)
- Газнавиди (962—1187)
- Гуриди (1149—1212)
- Селџуци (1037—1194)
- Хорезмиди (1077—1231)
- Тимуриди (1370—1506).

Треба напоменути да неке од тих династија нису биле етнички перијске, али користиле су персијски језик, а песници су их уздизали као краљеве Ирана.
Период Газнавида из Газнија и Тимурида из Херата сматра се најблиставијом ером историје Хорасана. Тада је дошло до културног буђења. Многи чувени персијски песници, научници и учењаци живели су у том периоду. Написани су бројни вредни радови на персијском језику. Нишапур, Херат, Газни и Мерв су били центри културног развоја. Већина региона Хорасана била је део Могулског царства од 1506. до 1707. За Могуле Хорасан је био регион великога значаја.